# Doğuş Group
Doğuş Group est un groupe international d’investissement turc créé en 1951. Le groupe gère plus de 300 entreprises et compte plus de 35 000 salariés.

## Historique

### Origines
En 1950, Ayhan Şahenk fonde Doğuş Group qui se concentre d’abord sur le secteur du BTP et des infrastructures. En 1975, la holding Doğuş est créée.

### Diversification
Dans les années 1980, Doğuş commence sa stratégie d’acquisition en rachetant des agences de tourismes, des hôtels, des banques (Garanti Bankası), et en développant un service d’assurances. En 1994, Doğuş se lance dans la distribution automobile en obtenant la distribution de Volkswagen, Audi et Scania en Turquie, puis de Porsche en 1996, et de Seat en 1997.
En 1999, Doğuş élargit ses activités aux médias en créant l’entité Doğuş Media Group, qui acquiert les chaînes NTV News et Channel E.
En 2001, à la mort de son père, Ferit F. Şahenk, prend la tête de l'entreprise.
Depuis 2005, Doğuş est actif dans le secteur de l'énergie en tant qu'investisseur, producteur et distributeur d'électricité via Doğuş Enerji,.
En 2006, Doğuş Group commence à opérer dans le secteur immobilier à travers Doğuş Real Estate et Doğuş REIT. En 2012, le groupe Doğuş aborde le secteur de la restauration avec sa filiale D.ream.

### Recentrage sur le secteur de l'hôtellerie et de la restauration
Présent dans le secteur du tourisme depuis 1976 avec Doğuş Tourism Group, le groupe crée D.ream en 2012 (Doğuş Restaurant Entertainment and Management) pour la gestion du secteur restauration.
En 2014, Doğuş achète l’hôtel Villa Dubrovnik. Début 2016, le Groupe crée le label Mytha Hotel Anthology qui réunit ses hôtels de luxe.
En janvier 2016, Doğuş acquiert l’hôtel Aldrovandi Villa Borghese à Rome puis l’hôtel Villa Magna de Madrid, pour 180 millions d’euros en mars 2016. La même année, Doğuş prend possession, pour 142 millions d’euros, de l’hôtel Hilton d’Athènes.

## Organisation
Le groupe Doğuş est actif dans huit secteurs d'activités : automobile, construction, tourisme et services, médias, immobilier, énergie, restauration, distribution.

### Automobile
Doğuş Automotive gère des concessions pour 12 marques dans les segments des passagers, des véhicules utilitaires légers et lourds, des moteurs industriels et marins et des systèmes de refroidissement, pour plus de 80 marques et à travers 520 points de vente en Turquie.

### Construction
Doğuş Construction and Trade Inc. a réalisé plus de 190 projets de méga-infrastructure et de superstructure depuis 1951 pour une valeur totale de 17 milliards de dollars.

### Tourisme et services
Le Doğuş Tourism Group, fondé en 1976, opère dans la gestion d'hôtels (D-Hotels and Resorts), la gestion de marinas (comme D-Marin), la gestion de voyages et d'événements (Antur).

### Médias
Doğuş Media Group est lancé en 1999 avec NTV  et collabore avec des sociétés internationales comme National Geographic et Condé Nast.
Depuis la revente de ses médias au groupe Demirören, les médias qui appartenaient auparavant au Groupe Doğuş influent en faveur du Parti de la justice et du développement.

### Immobilier
Doğuş Group opère dans le secteur immobilier à travers Doğuş Real Estate et Doğuş REIT. Doğuş Real Estate Investment & Management est actif depuis 2006. Doğuş Real Estate Investment Trust (Doğuş REIT) est une autre filiale du Groupe Doğuş dans le secteur immobilier.

### Energie
Doğuş Enerji est actif depuis 2005 dans le secteur de l'énergie en tant qu'investisseur, producteur et distributeur d'électricité.

### Hôtellerie - Restauration
D.ream, créé en 2012, est la filiale du groupe Doğuş spécialisée dans le secteur de la restauration. La filiale possède plus de 170 restaurants répartis sous plusieurs enseignes   comme Zuma  (Londres, New York, Las Vegas, Miami, Bangkok, Hong Kong, Dubaï, Abu Dhabi, Istanbul) Roka (Londres) Coya (Londres, Dubaï, Abu Dhabi) et Oblyx,,.

### Distribution
Doğuş Retail est la filiale spécialisée dans le commerce de détail, comprenant 11 marques de mode, 18 magasins et 100 points de vente qui vendent des produits des marques Armani Jeans, Emporio Armani, Loro Piana, Missoni, Gucci et KIKO notamment.